# Eubordeta
Eubordeta is een geslacht van vlinders van de familie spanners (Geometridae), uit de onderfamilie Ennominae.

## Soorten
- E. eccrita Jordan, 1912
- E. eichhorni Rothschild, 1904
- E. flammea Jordan, 1912
- E. flammens Bethune-Baker
- E. hypocala Rothschild, 1901
- E. iucunda Jordan, 1912
- E. mars Joicey & Talbot, 1916
- E. meeki Rothschild, 1904
- E. micacea Jordan, 1912
- E. miranda Rothschild, 1904
- E. moinieri Herbulot, 1978
- E. rubroplagiata Bethune-Baker, 1910